# Canal Fiesta
Canal Fiesta Radio es una emisora de radio con una programación musical y que emite en Andalucía. Pertenece a la Radio y Televisión de Andalucía (RTVA). Emite en cadena para toda la región, con desconexiones provinciales publicitarias en sus diez centros emisores (Huelva, Sevilla, Córdoba, Jaén, Cádiz, Málaga, Granada, Jerez, Almería y Algeciras). Consiguió posicionarse rápidamente como la segunda radio musical más escuchada de Andalucía, solo por detrás de Los 40, y entre las primeras con mayor audiencia en España. Actualmente se mantiene entre la segunda y la cuarta plaza en la comunidad, disputando dichas plazas con Cadena Dial y Europa FM.

## Historia
"Canal Fiesta Radio" pertenece a la red de emisoras de la Agencia Pública Empresarial de la Radio y Televisión de Andalucía (RTVA), junto a las cadenas Canal Sur Radio, Radio Andalucía Información y la cadena en Internet flamencoradio.com. 
Entre 1988 y 1997, la cadena fue nombrada como "Canal Sur Uno", con un fuerte contenido influenciado por las radios musicales contemporáneas de Europa de corte juvenil y adulto, y también por las radios de Estados Unidos en música CHR y adulta. En los inicios de Canal Sur Uno, el 11 de noviembre de 1988 se escuchó la voz del locutor andaluz Antonio Martín Lupión, dando punto de arranque a una radio joven, fresca, rompedora e innovadora. Ese día de 1988 fue la primera vez que sonó el nombre de "Canal Sur" en las ondas de Andalucía, pues la radio de la RTVA comenzó antes que "Canal Sur Televisión" (que inició sus emisiones el Día de Andalucía 28 de febrero de 1989), ya que de los primeros canales de radio de aquellos años ochenta "Canal Sur Uno" comenzó a emitir antes que el canal de programación generalista "Canal Sur Radio". 
En 1997 la emisora pasó a denominarse "Fórmula Uno Andalucía", manteniendo gran parte de la programación de Canal Sur Uno. Y el 22 de enero de 2001 cambió ese nombre de marca pasando a denominarse como "Canal Fiesta Radio".
Con este cambio, la programación se transformó y fueron desapareciendo programas como La Sexta Planta o Mundo Evasión  y heredando de las anteriores fórmulas musicales de la cadena andaluza programas emblemáticos como por ejemplo "Bulevar del Jazz", "El País de los Sueños", o "Local de Ensayo", hasta que en octubre de 2006 estos pasaron a la programación del canal "Radio Andalucía Información". Local de Ensayo, volvió en 2019 a la parrilla de Canal Fiesta Radio.
En su segunda temporada, "Canal Fiesta Radio" comenzó a forjar el estilo de programación que hasta hoy caracteriza a la cadena, con una fuerte difusión de la música latina y cada vez menos presencia de la música en lengua extranjera con el paso de los años, si bien alguna vez ponen éxitos en inglés. Así mismo se potenció la música pop andaluza en diversas vertientes, si bien ahora sólo está encauzada al pop latino.
Posee un eslogan principal llamado "La radio musical de Andalucía", pero se acompaña de otros eslóganes como: "Tu música, tu fiesta" (2001-2004), "La Fiesta eres tú" (2004), "La música se lleva dentro" (2004-2007), "Nueva, buena, de aquí" (2007-2011), "10 años" (2011), "15 años de canciones en (una provincia en la que se esté escuchando, p.ej: Granada), "15 años contigo" (2015) y "La Fiesta de todo el mundo" (2016).
Además la cadena realiza las famosas "Fiesta del fiesta", una serie de conciertos por toda la geografía andaluza que reúne una media de 20.000 personas en cada una de ellas, con las principales figuras de la música andaluza y española. En 2011 la emisora celebró el X aniversario en Cádiz y para la ocasión realizó innumerables actividades por toda Andalucía. En 2016, Canal Fiesta celebra su 15.ª aniversario.
En redes sociales la emisora está presente en Twitter, Facebook y también en Instagram.
El último EGM (Estudio General de Medios) de junio de 2016, le otorga una audiencia de 383.000 oyentes diarios, dato que la sitúa como la cuarta radio musical de Andalucía. En otras oleadas, ha sido la tercera emisora, incluso la segunda, por delante de Europa FM y Cadena Dial, y solo por detrás de Los 40. Los programas más oídos son "Fórmula Fiesta" matinal con Api Jiménez y "Cuenta Atrás" el sábado con José Antonio Domínguez.

## Imagen corporativa
El primer nombre de Canal Fiesta fue Canal Sur 1 para diferenciarse de Canal Sur 2. En 1997 fue renombrado Fórmula Uno Andalucía, y en 2001 adoptó su nombre actual.

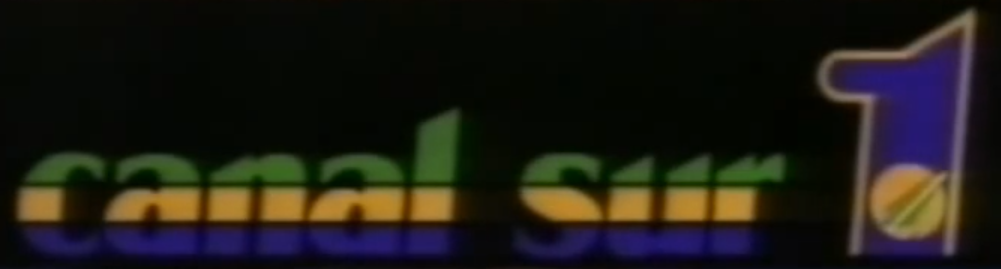
Logotipo usado desde 1988 hasta 1993.
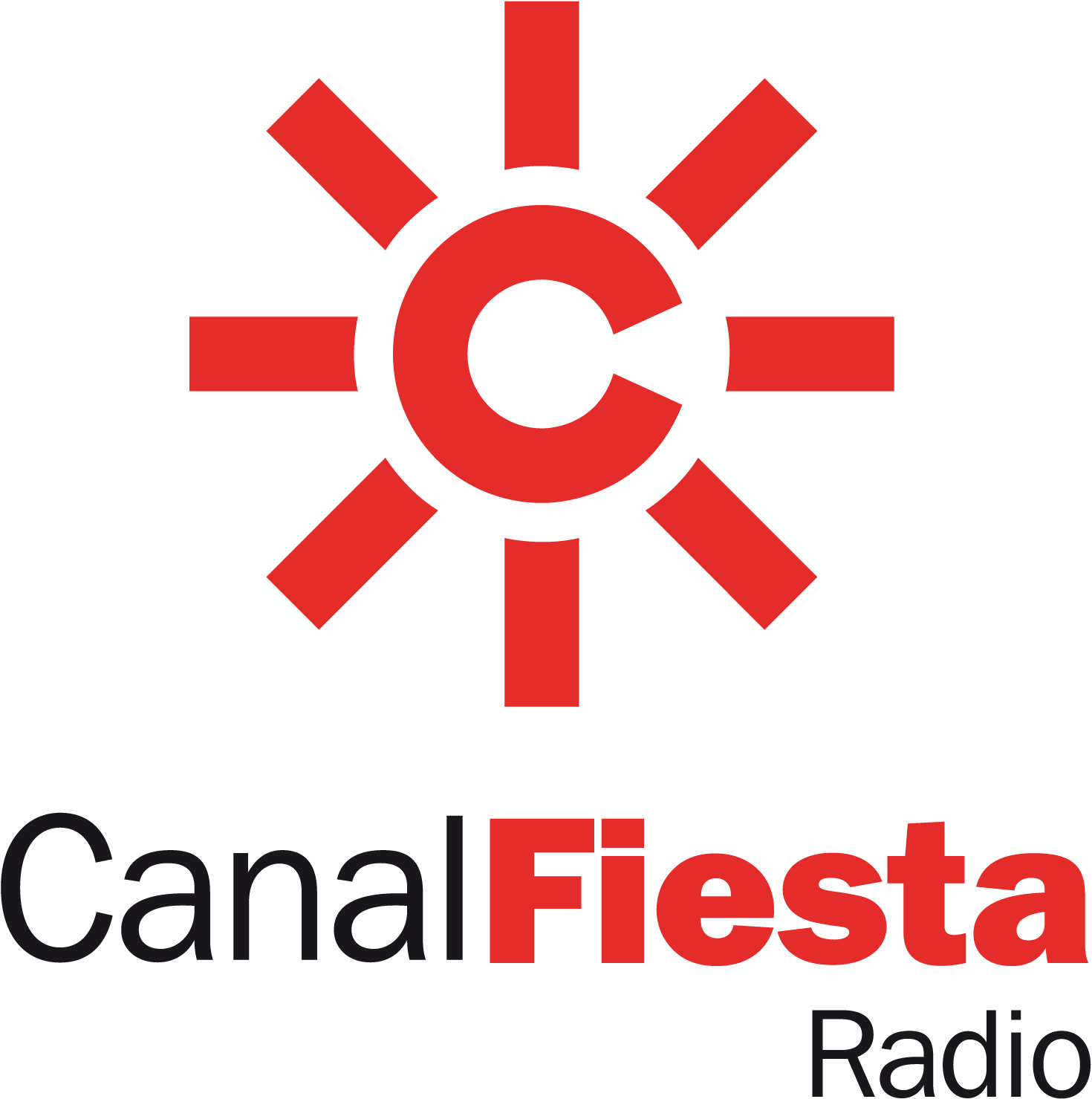
Logotipo usado desde 2001.

## Programación
Durante las 24 horas ofrece una programación en la que destacan los siguientes espacios:
- Anda Levanta: De lunes a viernes de 7:00 a 10:00, el morning show presentado por Manuel Triviño, con Marga Ariza como colaboradora.
- Lo mejor de Anda Levanta: Todos los sábados de 8:00 a 10:00.
- Cuenta Atrás: El programa de los fines de semana de Canal Fiesta, emitido cada sábado de 10:00 a 14:00 (con breve repasos de lunes a viernes de 20:00 a 22:00). José Antonio Domínguez repasa el Top 50 de Canal Fiesta Radio, con artistas invitados que cantan en directo durante el programa y presentan canciones del top, también se incluye la lista de novedades, nuevas canciones y los temas que más gustan. El programa tiene tanto éxito, que cada Sábado se hace Trending topic nacional y Trending topic mundial en la red social Twitter. Es uno de los programas de la radio española con mayor presencia en redes, por delante de las radios nacionales. Al final de la cuenta atrás, José Antonio Domínguez llama en directo al número 1 para felicitarlo por haber conseguido dicho primero puesto en la lista de éxito de la radio musical.
- Fiesta sin Fin: La fórmula sin pausa, de 00 a 06 entre semana, y de 20 a 07 los fines de semana.
- Fórmula Fiesta: La fórmula musical que ocupa el resto de la programación. Llega a ser presentado por 4 locutores. Esos son José Antonio Domínguez, Carmen Benítez, Marga Ariza y Api Jiménez.
- Sesión Fiesta: La mejor música de baile de la mano de los mejores djs andaluces. Presentado por Micky Rodríguez, fines de semana, de 00 a 07.

Desde el otoño de 2019, la cadena ha incorporado espacios temáticos de 22 a 00 de lunes a viernes, los cuales son los siguientes:
- Noche Ye Ye: Lunes a las 22h, presentado por Api Jiménez. Música de los 60-70 española e internacional.
- Música Incontestable: Lunes a las 23h, presentado por Daniel González. Un repaso a la música soul pop y rock de los 60 al siglo XXI
- Indilucía: martes a las 22h. Marga Ariza presenta grupos andaluces de música rock y pop indie (independiente)
- Tote King en Canal Fiesta: martes a las 23h. El rapero Tote King presenta música rap, hip hop con toque andaluz e internacional.
- Rock Sur: Miércoles a las 22h. Manuel Triviño presenta las novedades del rock andaluz, así como los clásicos.
- Nuestra Fiesta: Miércoles a las 23h. Programa dedicado a la música flamenca y por sevillanas presentado por Manolo Gordo
- Más Fiesta: Jueves a las 22h. José Antonio Domínguez presenta éxitos de música de baile actual y de los 90 y 00s
- Disco Fiesta: Jueves a las 23h. Manolo Gordo pone el toque de música disco y rock y pop de los 70 y 80.
- Por Fin es Fiesta: Viernes a las 22h. Carmen Benítez pone la mejor música a su criterio de los 80 y 90 internacional en clave de baile.
- Que siga la fiesta: Viernes a las 23h. José Antonio Domínguez comienza la noche con música de baile actual española e internacional.

Actualmente, sólo se mantiene en la parrilla, "Indielucía" y "Tote King en Canal Fiesta", siendo el resto de programas descartados, o apartados a la zona Podcast.

## Audiencias
Datos por acumulados anuales, según el Estudio General de Medios
Como Canal Sur Uno
- 1991: 124.000 oyentes
- 1992: 110.000
- 1993: 99.000
- 1994: 80.000
- 1995: 73.000
- 1996: 76.000

Como Fórmula Uno
- 1997: 51.000 oyentes (mínimo histórico)
- 1998: 82.000
- 1999: 79.000
- 2000: 57.000

Como Canal Fiesta Radio
- 2001: 189.000 oyentes
- 2002: 428.000
- 2003: 420.000
- 2004: 463.000 (máximo histórico en la 1ª oleada de 2004, con 558.000 oyentes)
- 2005: 393.000
- 2006: 339.000
- 2007: 318.000
- 2008: 315.000
- 2009: 369.000
- 2010: 329.000
- 2011: 352.000
- 2012: 334.000
- 2013: 318.000
- 2014: 374.000[3]
- 2015: 420.000[4]
- 2016: 379.000[5]

## Música
Como radio pública que es, su principal objetivo es apoyar a la industria musical andaluza, sin renunciar a la música preferida de los oyentes. La emisora tiene muy en cuenta los gustos de los oyentes y los refleja en el top50 o "Lista de Andalucía", actualmente llamado "Cuenta Atrás" y presentado por José Antonio Domínguez los fines de semana de 10 a 14H con participación de los oyentes y al final del programa, llamada por teléfono al n.º 1 de esa semana. 
Cada mes Canal Fiesta Radio elige a su Artista Revelación, ya desde febrero de 2013 con artistas como María Artés, Rocío Shayler o Pablo López entre otros muchos.

## Locutores
Los actuales presentadores de la cadena son:
- Api Jiménez
- Carmen Benítez
- José Antonio Domínguez
- Micky Rodrígez
- Manuel Triviño (Trivi)
- Marga Ariza (Temático)
- Toteking (Temático)
- Fernando Ariza (Temático)
- Eduardo Martín
- J. J. Blanes

## Fiesta del Fiesta
La cadena celebra cada año un macroconcierto, llamado 'Fiesta del Fiesta', en una determinada ciudad andaluza.
- 2005: Cádiz
- 2006: Córdoba
- 2007: Antequera
- 2008: Jaén[6]
- 2009: Benalup-Casas Viejas
- 2010: El Bosque
- 2011: Utrera
- 2012: Dos Hermanas (Sevilla)
- 2013:
- 2014: Alhaurín de la Torre (Málaga)[7]
- 2015:
- 2016 San Roque

## Frecuencias
Provincia de Almería
- Aguadulce: 94.5 FM
- Almería: 102.5 FM
- Berja: 91.9 FM
- Carboneras: 90.4 FM
- Dalías y El Ejido: 89.7 FM
- Los Vélez: 99.7 FM
- Macael: 89.5 FM
- Mojácar: 90.1 FM

 Provincia de Cádiz
- Alcalá de los Gazules: 100.3 FM
- Barbate:  94.9 FM
- Cádiz: 104.8 FM
- Campo de Gibraltar: 88.3 FM
- Jerez de la Frontera: 104.8 FM
- Prado del Rey: 90.6 FM
- Torre Alháquime: 102.7 FM
- Ubrique: 99.6 FM
- Vejer de la Frontera: 89.0 FM

 Provincia de Córdoba
- Córdoba: 101.3 FM
- Cabra: 105.5 FM
- Priego de Córdoba: 96.5 FM
- Puente Genil: 96.9 FM
- Valle de los Pedroches: 90.6 FM

 Provincia de Granada
- Almuñécar: 89.8 FM
- Alpujarra Granadina: 91.5 FM
- Baza: 93.1 FM
- Granada: 97.1 FM
- Guadix: 94.3 FM
- Loja: 99.2 FM
- Motril/Calahonda: 101.4 FM
- Puebla de Don Fadrique: 100.3 FM
- Vélez de Benaudalla: 93.1 FM

 Provincia de Huelva
- Aracena: 92.7 FM
- Huelva: 102.2 FM
- Rociana/El Condado: 89.7 FM
- Sierra de Aracena: 89.5 FM
- Villablanca: 91.0 FM

 Provincia de Jaén
- Alcalá la Real:  106.2 FM
- Jaén: 97.9 FM
- La Puerta de Segura: 102.8 FM
- Santiago de la Espada: 96.2 FM

 Provincia de Málaga
- Archidona: 98.8 FM
- Málaga: 105.8 FM
- Marbella: 91.1 FM
- Pizarra: 95.9 FM
- Ronda: 89.7 FM

 Provincia de Sevilla
- Écija: 88.9 FM
- Estepa: 90.4 FM
- Sevilla: 103.9 FM
- Sierra Norte: 101.9 FM